# Даниил (Бьянторо)
Епи́скоп Дании́л (греч. Ἐπίσκοπος Δανιὴλ в миру Бамбанг Дви Бьянто́ро, индон. Bambang Dwi Byantoro, кит. 曹衡进; род. 27 августа 1956, Моджокерто, Восточная Ява) — архиерей греческой старостильной юрисдикции ИПЦ Греции (Синод Хризостома); епископ Никопольский (с 2023).
Ранее в сане архимандрита состоял в юрисдикции Константинопольской православной церкви (1990—2004), позднее — в Русской православной церкви заграницей, глава Индонезийской православной миссии РПЦЗ (2004—2019).

## Биография
Родился 27 августа 1956 года в Моджокерто, Восточная Ява, Индонезия, в мусульманской семье. Отец происходил из аристократической семьи центральной Явы, а мать была крестьянкой.
Получил мусульманское воспитание, но в старших классах школы религиозный поиск привел его к Христианству. Как он рассказывал, что ему приснился Христос, Который сказал: «Если хочешь спастись — стань христианином». И после этого он оставил ислам, крестился и стал протестантом.
6 сентября 1983 году принял Православие в Сеуле, где обучался в протестантском Азиатском центре теологических исследований и миссий. Толчком послужило его знакомство с книгой «Православная церковь» епископа Каллиста (Уэра), которую он прочитал в поисках древнего восточного Христианства.
В том же году отправился в Грецию и провёл год в монастыре Симонопетра на Афоне, где начал переводить богослужебные книги на индонезийский язык.
С 1984 по 1987 год обучался в США в Богословское школе Святого Креста в Бруклайне, где получил докторскую степень.
16 января 1988 году в Питтсбурге епископом Питтсбургским Максимом (Айоргусисом) был хиротонисан в диакона, а 3 июня 1988 года — им же в иерея.
Проповедь православия была начата о. Даниилом в 1988 году на Яве, в родном городе Моджокерто, где он обратил в православие членов своей семьи, затем он переехал в город Соло, где в 1990 году был создан первый православный приход. В том же году митрополит Новозеландский Дионисий (Псиахас) назначил его викарием Корейской епархии Константинопольского патриархата в сане архимандрита.
Для того чтобы получить легальный статус, православное движение было оформлено под названием Yayasan Dharma Тuhu (Общество прямого учения), но, поскольку название звучало слишком по-индуистски, было переименовано в Yayasan Ortodoks Injili Indonesia (Индонезийское православное евангелическое общество). В 1991 году созданная о. Даниилом православная община была юридически признана — зарегистрирована под названием Индонезийской Православной Церкви (ИПЦ) Министерством по делам религии в рамках Генерального директората христианских конфессий. Перевёл богослужебные тексты на индонезийский язык.
В 1990—1997 году приходы Индонезийской православной миссии подчинялись Новозеландской митрополии Константинопольского Патриархата. В 1997 году была создана митрополия Гонконга и Юго-Восточной Азии, в ведение которой была передана Индонезийская православная миссия.
В 2000 году о. Даниил обратился в Московский патриархат с просьбой, чтобы РПЦ оказала помощь становлению православной общины в Индонезии. Шесть индонезийцев прошли обучение в русских семинариях. Один из них — иеромонах Иоасаф (Тандибиланг), не завершив обучение в Белгородской семинарии, в апреле 2003 году был рукоположен в клирики Русской православной церкви. В декабре 2003 года состоялся визит председателя ОВЦС МП митрополита Смоленского и Калининградского (ныне патриарха) Кирилла в Индонезию. В ходе визита обсуждалось и обращение архимандрита Даниила о переходе ИПЦ в юрисдикцию РПЦ. С учётом результатов этих бесед и в соответствии с личной просьбой глава ИПЦ архимандрит Даниил решением Архиерейского синода РПЦЗ 26—28 октября 2004 года был принят в юрисдикцию РПЦЗ.
В феврале 2005 года в связи с нехваткой кадров он отозвал из России обучавшихся там семинаристов (они продолжили обучение заочно), и вскоре они были рукоположены в клирики архиепископом Сиднейским и Австралийско-Новозеландским Иларионом (Капралом).
В 2019 году он был принят в Церковь истинно-православных христиан Греции (Хризостомовский синод) вместе с большинством духовенства и приходов Индонезии. 29 октября 2019 года первоиерарх РПЦЗ митрополит Иларион (Капрал) уведомил, что архимандрит Даниил был принят в одну из греческих старостильных юрисдикций и более не состоит в клире РПЦЗ.
21 июля 2023 года в Благовещенском соборе в Пирее состоялась его архиерейская хиротония во епископа Никопольского (Джакартского). Хиротонию совершили: архиепископ Афинский Каллиник (Сарандопулос), митрополит Пирейский и Саламинский Геронтий (Лударос), митрополит Димитриадский Фотий (Мандалис), митрополит Ларисский и Платамонский Климент (Пападопулос).